# وكالة حقوق الإنسان الأساسية
افتُتحت وكالة الاتحاد الأوروبي للحقوق الأساسية (بالإنجليزية: Fundamental Rights Agency)، وهي وكالة تابعة للاتحاد الأوروبي، في فيينا بتاريخ 1 مارس 2007. وتأسست بموجب القرار الصادر عن الاتحاد الأوروبي رقم 168/2007 بتاريخ 15 فبراير 2007.

## التفويض
وكالة حقوق الإنسان الأساسية هي هيئة تابعة للاتحاد الأوروبي ومهمتها «جمع وتحليل البيانات المتعلقة بالحقوق الأساسية للإنسان مع الإشارة، من حيث المبدأ، إلى جميع الحقوق المُدرجة في ميثاق الحقوق الأساسية للاتحاد الأوروبي»، ومع ذلك، فهي تهدف إلى التركيز بشكل خاص على «المجالات الموضوعية في نطاق قانون الاتحاد الأوروبي».
تُحدد الوكالة مجالات المواضيع التسعة، بموجب قرار مجلس الاتحاد الأوروبي رقم 252/2013 / المؤرخ في 11 مارس 2013، الذي ينص على إنشاء إطار متعدد السنوات بين عامي 2013-2017. تتمثل المواضيع في: تحقيق العدالة ومساعدة ضحايا الجرائم والتوغل في مجتمع المعلومات وإدماج الغجر في المُجتمعات والتعاون القضائي وضمان حقوق الطفل والمحاربة ضد التمييز ومعرفة أوضاع المهاجرين وإدماجهم في المُجتمعات، ودحض العنصرية وكره الأجانب. تتمثل أساليب عمل وكالة حقوق الإنسان الأساسية، في المشاركة في عمليات الاستطلاع والتقارير وتقديم مساعدة الخبراء لهيئات الاتحاد الأوروبي والدول المُنضمّة إلى الاتحاد الأوروبي بالإضافة إلى البلدان المرشحة للانضمام للاتحاد الأوروبي وزيادة الوعي بالحقوق الأساسية. وكالة حقوق الإنسان الأساسية ليست مفوضة للتدخل في الحالات الفردية، وإنما بالتحقيق في القضايا والاتجاهات العامة.

## التاريخ
تأسست وكالة حقوق الإنسان الأساسية في عام 2007 لتكون خليفة للمركز الأوروبي لرصد العنصرية وكراهية الأجانب، والذي كان مقره في فيينا أيضًا. كان مجال اهتمام مركز المراقبة الأوروبي المعني بالعنصرية وكراهية الأجانب أضيق من مجال اهتمام وكالة حقوق الإنسان الأساسية، إذ كان يقتصر على قضايا العنصرية وكراهية الأجانب فقط. نما المركز الأوروبي لرصد العنصرية وكراهية الأجانب وتكون من لجنة العنصرية وكراهية الأجانب، التي تأسست في عام 1994، والمعروفة أيضًا باسم لجنة كان. تحولت لجنة العنصرية وكراهية الأجانب لتصبح المركز الأوروبي لرصد العنصرية وكراهية الأجانب في يونيو 1998؛ أُنشئت رسميًا بموجب لائحة المجلس (المفوضية الأوروبية) رقم 1035/97 المؤرخة في 2 يونيو 1997.

## المنشورات والاستطلاعات
أجرت وكالة حقوق الإنسان الأساسية منذ إنشائها استطلاعات وتحقيقات كثيرة، ونشرت العديد من التقارير لتكون متاحة على الإنترنت. توجد قائمة كاملة بالمنشورات في قسم المنشورات والموارد > المنشورات. يناقش هذا القسم التقارير التي شهدت اهتمامًا كبيرًا من المراقبين الخارجيين.

### استطلاع: العنف ضد المرأة
نشرت وكالة حقوق الإنسان الأساسية في مارس 2014، دراسة استطلاعية كبيرة حول العنف ضد المرأة، بناءً على مقابلات وجهًا لوجه مع أكثر من 42,000 امرأة من مختلف الدول الأوروبية البالغ عددها 28 دولة. سألهم الاستطلاع عن تجاربهم مع العنف البدني والجنسي والنفسي، بما في ذلك حوادث العنف الحميمية مع الشريك (العنف المنزلي). طُرحت أسئلة حول حوادث الملاحقة والتحرش الجنسي والتحرش عبر الإنترنت بالإضافة إلى تجاربهم في العنف في مرحلة الطفولة.
وفقًا لردود التقرير، أشارت بعض النتائج الرئيسية إلى ما يلي:
- تعرضت 33% من النساء للعنف البدني و/أو الجنسي منذ سن الخامسة عشرة.
- عانت 22% من النساء من العنف الجسدي و/أو الجنسي من قبل الشريك (الزوج).[7]
- تعرضت 5% من النساء للاغتصاب.
- تعرضت 33% من النساء لتجارب عنف جسدية أو جنسية في فترة الطفولة على يد شخص بالغ.

### استطلاع: الاتحاد الأوروبي - ميديس (الأقليات والتمييز)
أصدرت وكالة حقوق الإنسان الأساسية في عام 2009 دراسة استطلاعية تتكلم عن تجارب التمييز والجرائم العنصرية وتعامل الشرطة مع الأقليات وجماعات الهجرة في الاتحاد الأوروبي. استند الاستطلاع على ردود 23,000 فردًا من مجموعات مختارة من الأقليات العرقية والمهاجرين، بالإضافة إلى 5000 شخص من غالبية السكان الذين يعيشون في نفس مناطق سكن الأقليات، في 10 دول أوروبية.
تشمل النتائج الرئيسية للاستطلاع ما يلي:
- اعتقد 55% من المستطلعين أن التمييز على أساس الأصل العرقي منتشر على نطاق واسع في بلدهم، إذ قال 37%، أنهم تعرضوا لمعاملات تمييزية في الأشهر الـ 12 الماضية.
- تعرّض 12% لجريمة عنصرية بصفة شخصية في الـ 12 شهرًا الماضية، لكن لم يُبلغ 80% منهم الشرطة بالحادث.[10]
- أفاد الغجر بتعرضهم لأعلى مستويات التمييز، إذ ذكر واحد من كل اثنين من المجيبين، تعرضهم للتمييز في الـ 12 شهرًا الماضية.[11]
- وذكر أفارقة جنوب الصحراء الكبرى (41%) وشمال أفريقيا (36%)، تعرضهم لمستويات عالية من التمييز أيضًا.

جرت جولة ثانية من الاستطلاعات حول (الاتحاد الأوروبي-ميديس II)، ونُشرت النتائج في عام 2016. سيؤدي ذلك إلى جمع بيانات قابلة للمقارنة بالاستطلاعات القديمة وتقييم تأثير التشريعات والسياسات الوطنية المناهضة للتمييز والمساواة في الاتحاد الأوروبي.

### استطلاع: مثليو/مثليات الجنس وثنائيو الميول الجنسية والعابرون/المتحولون جنسيًا في الاتحاد الأوروبي
أجرت وكالة حقوق الإنسان الأساسية في عام 2013، دراسة استطلاعية عبر الإنترنت للتعرف على تجارب المثليات والمثليين ومزدوجي الميل الجنسي ومغايري الهوية الجنسانية (مجتمع الميم) الذين يعيشون في الاتحاد الأوروبي، وكيف يستطيعون الحصول على حقوقهم الأساسية. جاء ذلك بعد تقرير صدر عام 2009 عن رهاب المثلية والتمييز على أساس الميل الجنسي أو الهوية الجنسية، ما حدّد الحاجة إلى بيانات مقارنة حول هذه القضية. تعكس النتائج تجارب أكثر من 93,000 فردًا أكمل الاستبيان عبر الإنترنت في جميع أنحاء أوروبا. كان الهدف من هذا الاستطلاع، دعم تطوير قوانين وسياسات أكثر فاعلية لمكافحة التمييز والعنف والتحرش وتحسين المعاملة المتساوية بين أفراد المجتمع. لوحظ من النتائج أن:
- أخفى 2 من 3 مثليين، هويتهم الجنسية في المدرسة.[16]
- شعر 19% من المجيبين على الاستطلاع، بتعرضهم للتمييز في العمل أو عند البحث عن وظيفة، على الرغم من تحصلهم على حماية قانونية بموجب قانون الاتحاد الأوروبي.
- تعرض أكثر من 1/4 من المثليين الذين أجابوا على الاستطلاع، للهجوم أو التهديد بالعنف في السنوات الخمس الماضية، ولم يبلغ نصفهم عن الحادث للشرطة.[13][17]
- تجري حاليًا جولة ثانية من الاستطلاعات فيما يخص وضع مجتمع الميم في الاتحاد الأوروبي، وستُنشر النتائج في عام 2020. وسيجمع ذلك بيانات من أجل مقارنة النتائج مع الاستبيان السابق.

#### المنهجية
اختيرت منهجية الاستطلاع عبر الإنترنت لضمان عدم الكشف عن هوية المثليين والمتحولين جنسيًا «الذين يصعب الوصول إليهم» أو «الذين لم يفصحوا عن ميولهم بعد (لم يخرجوا من الخزانة)»، لتشجيع الإبلاغ عن التجارب الحسّاسة أو السّلبية، مثل تعرضهم للأذى الجنائي، بالإضافة إلى القضاء على التحيز، الذي من الممكن أن يقع عند الإجابة عن الأسئلة عبر الهاتف أو وجهًا لوجه. امتنع العديد عن إجابة الاستطلاع نظرًا لطوله (حوالي 30 دقيقة) وتعقيده، في حين رُصدت محاولة تزوير للإجابات في بعض البلدان الأخرى. لا يُقصد بالنتائج أن تكون ممثلة لجميع الأشخاص المثليين في الاتحاد الأوروبي، لكنها توفر أكبر مجموعة من الأدلة التجريبية التي تمثل تجارب الأشخاص المثليين في أوروبا حتى الآن. لم تُضم البيانات المتعلقة بتصورات التمييز على أساس الميول الجنسية أو الهوية الجنسية لعامة الناس في الاستطلاع، إذ جُمعت بواسطة اليوروباروميتر.